# Beauville (Haute-Garonne)
Beauville (okzitanisch: Bauvila) ist eine französische Gemeinde mit 170 Einwohnern (Stand: 1. Januar 2022) im Département Haute-Garonne in der Region Okzitanien (vor 2016 Midi-Pyrénées). Sie gehört zum Arrondissement Toulouse und zum Kanton Revel. Die Einwohner werden Beauvillois genannt.

## Lage
Beauville liegt in der Kulturlandschaft des Lauragais, 32 Kilometer südöstlich von Toulouse. Umgeben wird Beauville von den Nachbargemeinden Caraman im Norden, Cambiac im Nordosten, Maurens im Osten, Juzes im Südosten, Lux im Süden, Saint-Vincent im Süden und Südwesten, Cessales im Südwesten und Westen sowie Toutens im Westen.

## Bevölkerungsentwicklung
| Jahr                       | 1962 | 1968 | 1975 | 1982 | 1990 | 1999 | 2006 | 2013 | 2020 |
| Einwohner                  | 136  | 113  | 95   | 100  | 82   | 106  | 126  | 150  | 173  |
| Quellen: Cassini und INSEE |      |      |      |      |      |      |      |      |      |

## Sehenswürdigkeiten
- Kirche Saint-Jean-Baptiste, erbaut im 18. Jahrhundert
- Turm einer Hügelburg (Motte), 11. oder 12. Jahrhundert

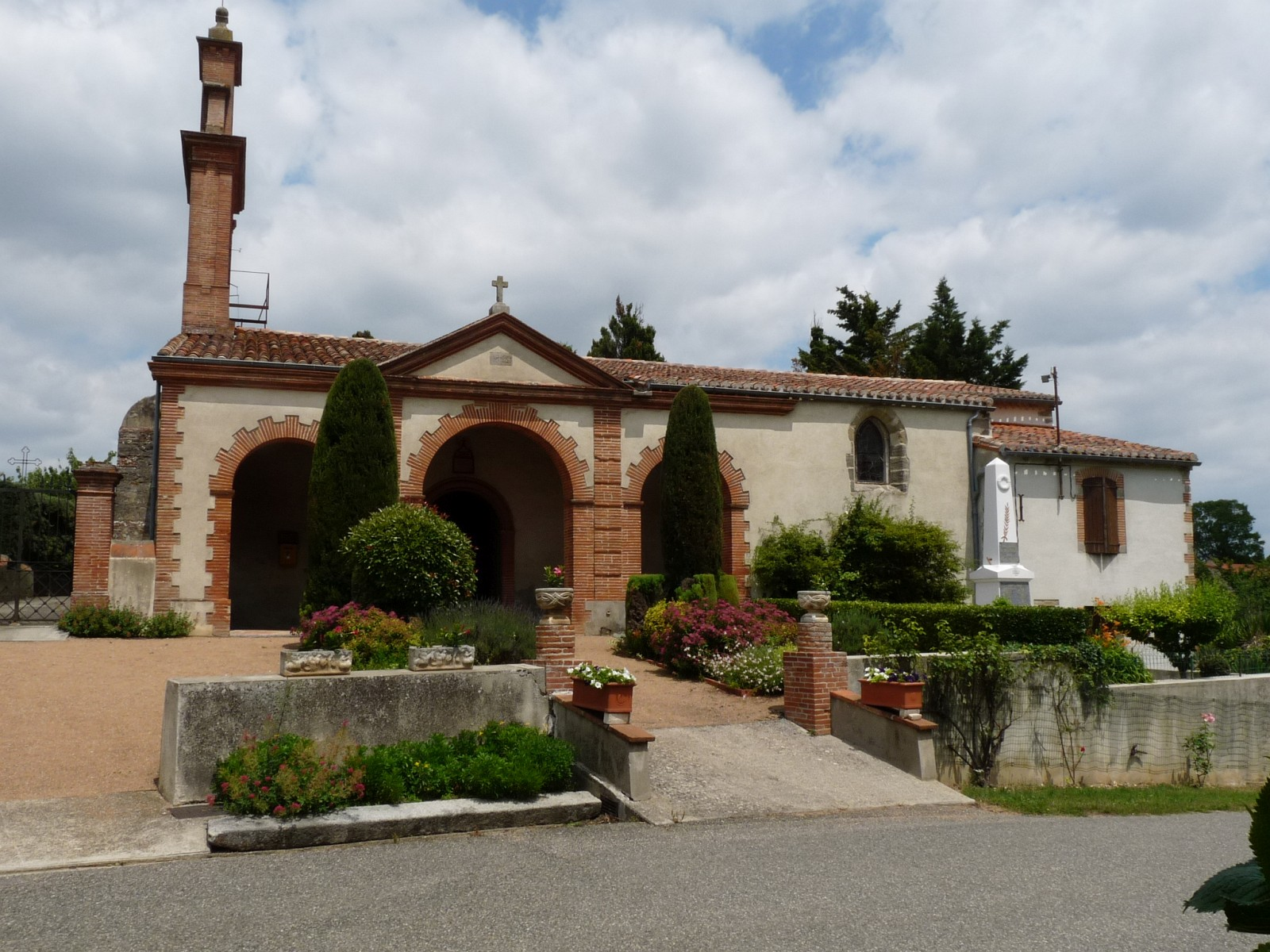
Kirche Saint-Jean-Baptiste